# Alkopopsteuergesetz (Deutschland)
Das Gesetz über die Erhebung einer Sondersteuer auf alkoholhaltige Süßgetränke (Alkopops) zum Schutz junger Menschen, kurz Alkopopsteuergesetz, abgekürzt AlkopopStG, regelt seit dem 1. Juli 2004 neben der Besteuerung von Branntwein, Bier, Schaumwein und alkoholischen Zwischenerzeugnissen die Verbrauchssteuer auf sog. Alkopops.
Das Gesetz war Teil einer Gesetzesinitiative des Bundesministeriums für Gesundheit zur Verbesserung des Schutzes junger Menschen vor den Gefahren des Alkoholkonsums mit dem Ziel, die „Preise von Alkopops [...] so zu verteuern, dass sie von jungen Menschen nicht mehr gekauft werden“.
Dieser Lenkungszweck ist umstritten. Zwar war ab 2004 ein kontinuierlicher Rückgang des Konsums von Alkopops in allen Altersgruppen zu beobachten. Für die 12- bis 17-Jährigen errechnete die Bundeszentrale für gesundheitliche Aufklärung für 2007 jedoch eine durchschnittliche Alkoholmenge von 50,4 Gramm reinen Alkohols pro Woche. Ausgehend von 44,2 Gramm 2004 und 34,1 Gramm 2005 ist dies eine deutliche Zunahme. In Österreich wurde keine Alkopopsteuer eingeführt. Dennoch ergab sich vom Absatzhöhepunkt 2003 bis 2005 ein Umsatzeinbruch um fast 2/3 (61 %), was für den Konsum von Alkopops als einer maßnahmeunabhängigen kurzlebigen Modeerscheinung spricht.

## Besteuerte Getränke
Durch das Gesetz wird eine Sondersteuer auf bestimmte alkoholhaltige Mischgetränke (sog. Alkopops) eingeführt (§ 1 Abs. 1), die gut viermal so hoch liegt wie die ansonsten übliche Alkoholsteuer. Erfasst werden die meisten Mixgetränke aus Alkohol mit alkoholfreien oder -armen Getränken, die fertig abgefüllt verkauft werden und einen Alkoholgehalt von mehr als 1,2 % vol aber weniger als 10 % vol aufweisen (§ 1 Abs. 2). Bemessungsgrundlage für die Alkopopsteuer ist – wie bei der Branntweinsteuer – die in dem Erzeugnis enthaltene Alkoholmenge (§ 2).

## Situation in Deutschland

### Erhebung und Berechnung der Steuern
Die Alkopopsteuer ist eine Bundessteuer, die den Verbrauchsteuern zugerechnet und von der Bundeszollverwaltung verwaltet wird.
Die Steuer bemisst sich nach der in dem Alkopop enthaltenen Alkoholmenge (§ 2 S. 1). Sie beträgt für einen Hektoliter reinen Alkohol, gemessen bei einer Temperatur von 20 Grad Celsius, 5.550 Euro (§ 2 S. 2). Das entspricht bei einer Flaschengröße von 0,275 Liter und einem Alkoholgehalt von 5,5 % vol. etwa 0,84 Euro. Gemäß diesem Tarif müssen die Hersteller die Steuer abführen.

### Verwendung der Steuergelder
Das Netto-Mehraufkommen aus der Steuer soll der Bundeszentrale für gesundheitliche Aufklärung zur Finanzierung von Suchtprävention zur Verfügung gestellt werden. Im Zuge der Gesetzeseinführung wurde das Jugendschutzgesetz dahingehend erweitert, dass Alkopops mit einem Hinweis versehen werden müssen, dass die Abgabe an Jugendliche verboten ist.

### Rechtmäßigkeit
Die Alkopopsteuer war Gegenstand gerichtlicher Auseinandersetzungen. 2004 lehnte das Bundesverfassungsgericht eine Eilbeschwerde des britischen Spirituosenherstellers Diageo gegen die zuvor eingeführte Sondersteuer ab. Der Antrag des Unternehmens sei unzulässig und die vorgebrachten Gründe seien ohne Substanz. Das Finanzgericht Düsseldorf hatte 2005 ebenfalls keine verfassungsrechtlichen Bedenken gegen die Steuer. Nach Auffassung der Finanzverwaltung ist auch das Mixgetränk Spritz (im konkreten Fall mit Aperol) ein Alkopop im Sinne der Steuer. Das Finanzgericht München hat dies 2017 bestätigt.

## Alkopopsteuer in weiteren Ländern

### Europäische Union
Die Alkopopsteuer ist eine nicht harmonisierte Verbrauchsteuer und wird deshalb nur in denjenigen Mitgliedstaaten erhoben, die eine entsprechende nationale Regelung getroffen haben. Vier Länder haben seit 2004 einen spezifischen Steuersatz für Alkopops eingeführt.
In Frankreich unterliegen seit Ende der neunziger Jahre alle Alkopops einer Sonderabgabe, die zum 1. Januar 2005 von 5.550 Euro auf 11.100 Euro je Hektoliter reinen Alkohols (= rd. 1,68 Euro je 0,275-Liter-Flasche mit 5,5 Prozent vol Alkoholgehalt) angehoben wurde. Gleichzeitig mit der Erhöhung der Sonderabgabe, die in vollem Umfang der französischen Krankenversicherung zufließt, ist die Begriffsbestimmung für Alkopops präzisiert worden. Anlass für diese Änderung war der kontinuierlich angestiegene Alkopopkonsum der Jugendlichen aufgrund intensiver, auf Jugendliche ausgerichteter Vermarktung von Alkopops.
Dänemark hat zum 1. Juni 2005 eine Steuer auf alle Alkopops in Höhe von umgerechnet 52 Cent je 0,275-Liter-Flasche mit 5,5 Prozent vol Alkohol eingeführt.

### Schweiz
Die in der Schweiz seit Februar 2004 erhobene Sondersteuer auf Alkopops beträgt mit umgerechnet etwa 7.532 Euro je Hektoliter reinen Alkohols das Vierfache des Steuersatzes auf Spirituosen (Steuerbelastung je 0,275-liter-Flasche mit 5,5 Prozent vol Alkoholgehalt rund 1,14 Euro) und gilt für Mischgetränke mit einem Alkoholgehalt unter 15 Volumenprozent und einem Zuckergehalt von mindestens 50 g pro Liter. Die der Alkopopsteuer unterliegenden Alkopops sind weitgehend aus den Verkaufsregalen verschwunden, aber durch die Herstellung sog. Gärpops ersetzt worden.